# Hugon z Grenoble
Hugon z Grenoble (ur. 1053 w Châteauneuf-sur-Isère, zm. 1 kwietnia 1132 w Grenoble) – święty katolicki, biskup i współzałożyciel zakonu kartuzów.

## Żywot świętego
Hugon urodził się w 1053 r. we Francji w rodzinie książęcej. Jego pobożny ojciec, po zabezpieczeniu bytu swoim dzieciom, wstąpił do surowego zakonu kartuzów. Hugon oddany został do szkoły katedralnej w Valence.
W młodości studiował w Valence i Reims, gdzie poznał Brunona z Kolonii. Był kanonikiem kapituły w Walencji, a w 1080 roku, w czasie synodu w Awinionie, mianowany został biskupem Grenoble. Sakrę otrzymał w Rzymie z rąk papieża Grzegorza VII. Funkcję tę pełnił przez dwa lata, po czym rozpoczął nowicjat w benedyktyńskim zakonie w Cluny. Na polecenie Grzegorza VII wrócił na powierzone stanowisko i piastował je do 1132 roku, kiedy Innocenty II zwolnił go z obowiązków duszpasterskich. Po 45 latach rządów Hugon spełnił swoje marzenia i udał się do kartuzji w La Chartreuse, w pobliżu Grenoble, którą uposażył dla św. Brunona. Gdy św. Brunon z sześcioma towarzyszami przybyli z Molesme z zamiarem założenia nowej wspólnoty w 1084, biskup Hugon udzielił im pomocy i przydzielił teren pustelni, gdzie założyli zakon kartuzów i zbudowali klasztor La Grande Chartreuse. 
Świętemu nie było dane cieszyć się długim pobytem w kartuzji. Zmarł na rękach mnichów 1 kwietnia 1132 roku.

## Kult
Hugon został kanonizowany przez papieża Innocentego II w dwa lata po zgonie tj. w roku 1134.
Relikwie św. Hugona, złożone w bogatym relikwiarzu w ołtarzu głównym Katedry w Grenoble, zniszczyli kalwini-hugonoci w 1562 roku.
W ikonografii św. Hugon przedstawiany jest w stroju biskupim lub w zakonnym habicie.
Atrybutami świętego są: Dzieciątko Jezus w kielichu i łabędź - symbol doskonałości, mądrości i umiejętności odróżniania spraw istotnych od nieistotnych.